# Pedro Hestnes
Pedro Hestnes (* 1962 in Lissabon; † 20. Juni 2011 ebenda) war ein portugiesischer Schauspieler.

## Leben
Hestnes wurde 1962 in Lissabon geboren, als Sohn des Architekten Raúl Hestnes Ferreira. Sein Großvater war der Schriftsteller José Gomes Ferreira. Hestnes verlebte seine Jugend an wechselnden Wohnorten in den USA, in Paris, Lissabon und Porto. Anfang der 1980er Jahre absolvierte er eine Ausbildung an der Theaterschule Escola de Formação Teatral do Centro Cultural in Évora. Im dortigen Theaterensemble stand er 1982 erstmals als Schauspieler auf der Bühne. Es folgten eine Vielzahl Theaterrollen, vornehmlich in Inszenierungen von Luís Varela oder Mário Barradas.
Ende 1985 gewann João Canijo ihn als Schauspieler für das Portugiesische Kino. Hestnes verließ daraufhin das Ensemble in Évora und widmete sich fortan ausschließlich dem Film. Er war danach in einigen bekannten Filmen zu sehen, darunter O Sangue (1989) von Pedro Costa und Xavier (1992) von Manuel Mozos. Es folgten eine Vielzahl Rollen, auch international.
Seine letzten Filmaufnahmen machte er für Catarina Ruivos Film Em Segunda Mão, dessen Schnitt er nicht mehr erlebte. Am 20. Juni 2011 starb Pedro Hestnes an Krebs.

## Filmografie (Auswahl)
- 1988: O Desejado; R: Paulo Rocha
- 1988: Três Menos Eu; R: João Canijo
- 1988: Harte Zeiten für unsere Zeiten (Tempos Difíceis); R: João Botelho
- 1988: Agosto; R: Jorge Silva Melo
- 1989: Das Blut (O Sangue); R: Pedro Costa
- 1990: Le trésor des îles chiennes; R: F. J. Ossang
- 1991: Am Ende der Kindheit (A Idade Maior); R: Teresa Villaverde
- 1992: Xavier; R: Manuel Mozos
- 1994: Três Palmeiras; R: João Botelho
- 1994: Casa de Lava; R: Pedro Costa
- 1995: Pandora; R: António da Cunha Telles
- 1997: Docteur Chance; R: F. J. Ossang
- 1999: O Anjo da Guarda; R: Margarida Gil
- 2000: Nelken für die Freiheit (Capitães de Abril); R: Maria de Medeiros
- 2000: Combat d'amour en songe; R: Raúl Ruiz
- 2006: Body Rice; R: Hugo Vieira da Silva
- 2007: Rio Turvo; R: Edgar Pêra
- 2007: Lobos; R: José Nascimento
- 2010: Cinerama; R: Inês Oliveira
- 2012: Em Segunda Mão; R: Catarina Ruivo